# Plăcintă
La plăcintă est une pâtisserie traditionnelle roumaine, moldave et ukrainienne ressemblant à une petite brioche de forme carrée, le plus souvent sucrée et fourrée de pommes ou salée et fourrée de telemea, un caillé roumain.

## Étymologie
Le mot roumain plăcintă vient du latin placenta qui désigne une galette, un gâteau.

## Histoire

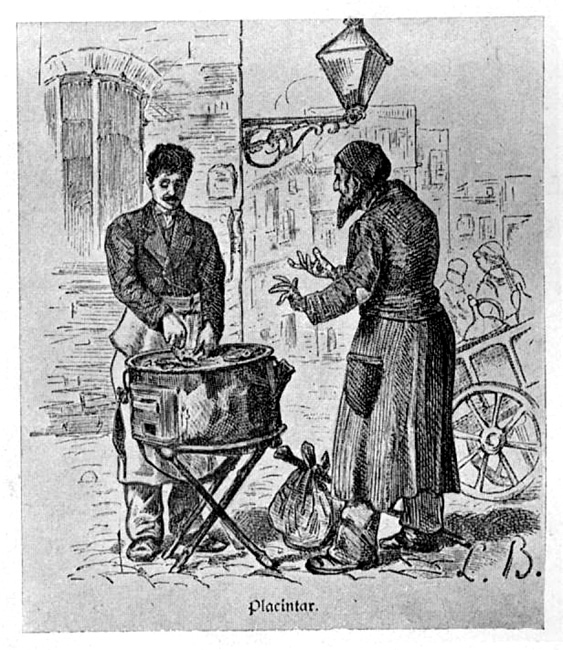
Gravure d'un vendeur grec de plăcintă/tiropita à Bucarest (1880).

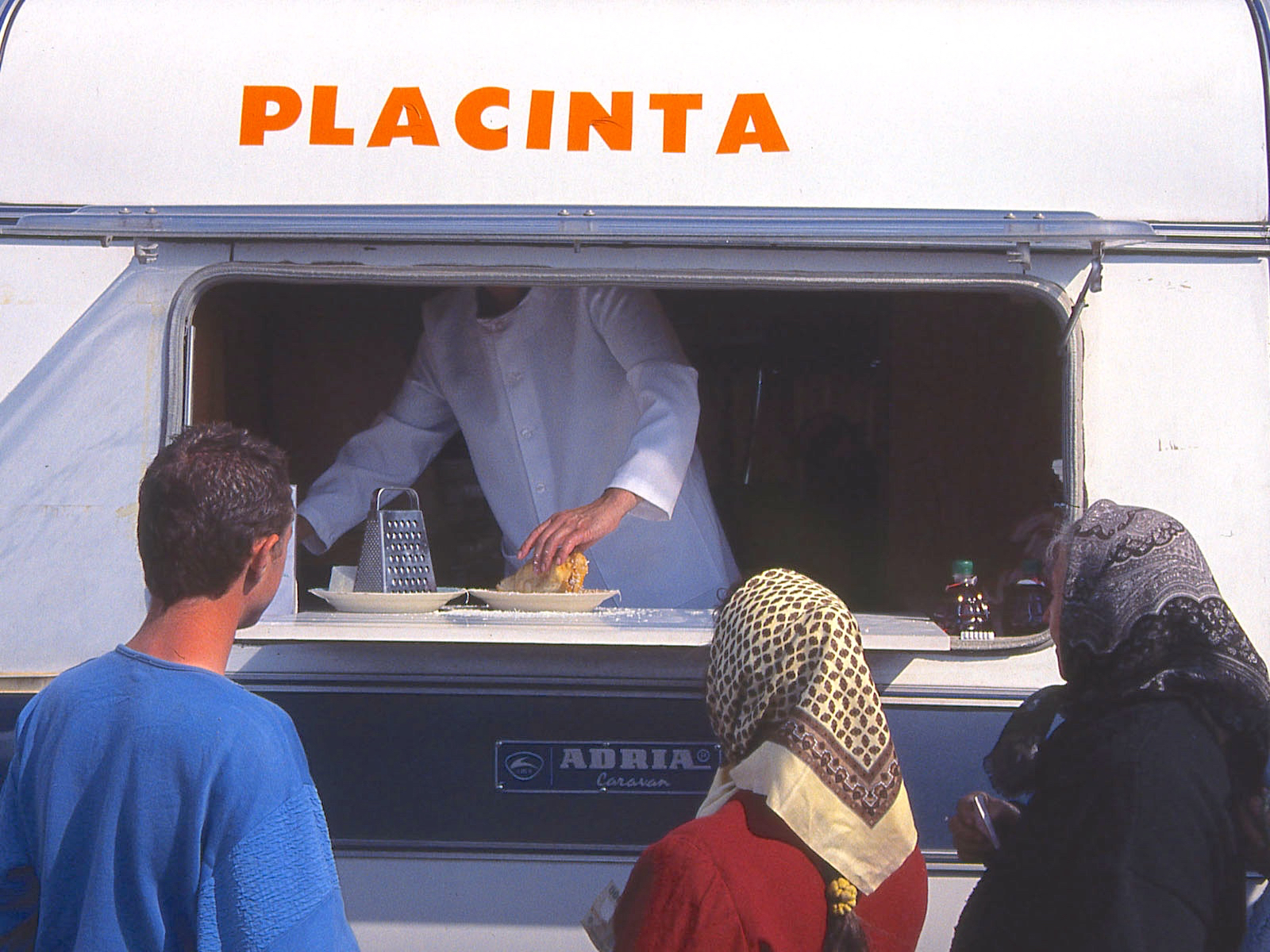
Vendeur de plăcintă au marché de Hodod (Roumanie) en 2006.

Comme le prouve l'étymologie du mot, la plăcintă est d'origine romaine (placenta signifiant « feuilleté »).
Les boulangers grecs de l'époque antique relevaient leur pain avec de l'huile d'olive, des herbes et du fromage. Le secret de la confection des gâteaux aurait été transmis aux Romains lors des invasions. Au début, il n'y avait que deux types de gâteaux, appelés libum et placenta. Le libum était un petit gâteau, utilisé comme une offrande aux dieux. Quant au gâteau nommé placenta, « les Romains raffinèrent la recette, en mettant au point un mets délicat connu sous le nom de placenta, une galette faite de farine fine couverte de fromage, de miel », et parfumée de feuilles de laurier.
Les pâtissiers de la Rome antique préparaient une grande placenta et la découpaient en carrés pour la vendre, d'ailleurs, c'est de la même manière que les Roumains continuent de préparer la plăcintă.

## Variétés deplăcintă
- Plăcintă cu mere, un gâteau fourré aux pommes.
- Plăcintă cu brânză, appelée aussi brânzoaică, un gâteau fourré au fromage, le plus souvent de la urdă.
- Plăcintă cu ciocolată, un gâteau fourré au chocolat.
- Plăcintă cu varză, un gâteau fourré au chou. Elle est plus typique des régions transylvaines.